# Kemutuk
Kemutuk is een bestuurslaag in het regentschap Magelang van de provincie Midden-Java, Indonesië. Kemutuk telt 365 inwoners (volkstelling 2010).